# Fairey Fantôme
De Fairey Fantôme was een gevechtsvliegtuig, door Fairey in Engeland in 1935 op eigen initiatief gebouwd om deel te nemen aan een competitie voor een opvolger van de Firefly in de Belgische Luchtmacht. Een van de vereisten was een topsnelheid van minstens 400 km/u. Er werden vier exemplaren van gebouwd, maar het type werd niet in productie genomen.
De Fantôme was een ontwerp van Marcel Lobelle. Het toestel was uitgerust met een Hispano-Suiza 12Ycrs "moteur canon" van 690 pk in V-vorm en had vier Browning-machinegeweren plus een 20mm-kanon dat gemonteerd was in de V van de motor en doorheen de holle aandrijfschacht van de propeller schoot. De Fantôme werd gebouwd in Hayes en proefgevlogen op de Great West Aerodrome in Heathrow (Londen) (de latere Luchthaven Londen Heathrow). De eerste vlucht vond plaats op 6 juni 1935. Daarna werd het toestel naar België gevlogen en aan de Belgische autoriteiten gedemonstreerd.
Tijdens een demonstratie op het vliegveld van Evere op 18 juli 1935 stortte het toestel neer. Testpiloot F.H.G. Trower kwam daarbij om het leven. Fairey had echter onderdelen voor vier complete exemplaren gefabriceerd. Die werden naar Avions Fairey in Gosselies verscheept, waar de drie resterende exemplaren werden geassembleerd onder de naam Fairey Féroce. Twee daarvan waren door de Sovjet-Unie besteld en werden daarheen verscheept via Antwerpen. Het derde exemplaar deed mee aan de testen voor een nieuwe jager in Engeland, maar de staf van de luchtmacht verkoos een machine met acht machinegeweren en er kwam geen bestelling van de Fantôme. De Fantôme werd tot 1938 in Engeland gebruikt voor experimentele doeleinden.